# Valea Cărbunării-backen
Valea Cărbunării-backen (rumänska: Trambulina Valea Cărbunării) är en backhoppningsanläggning i Râșnov i Rumänien. K-90-backen byggdes specifikt för anordnandet av European Youth Olympic Festival (EYOF) i Brașov 2013. Anläggningen kostade totalt ungefär 7,5 miljoner euro. Hemmaklubb är CSS Dinamo Râșnov. Världscupen i backhoppning för kvinnor har arrangerats här sedan säsongen 2013/2014 och säsongen 2019/2020 var Râșnov för första gången med på kalendern i världscupen för herrar. Dessutom arrangeras de rumänska mästerskapen här varje år sedan öppningen.

## Galleri

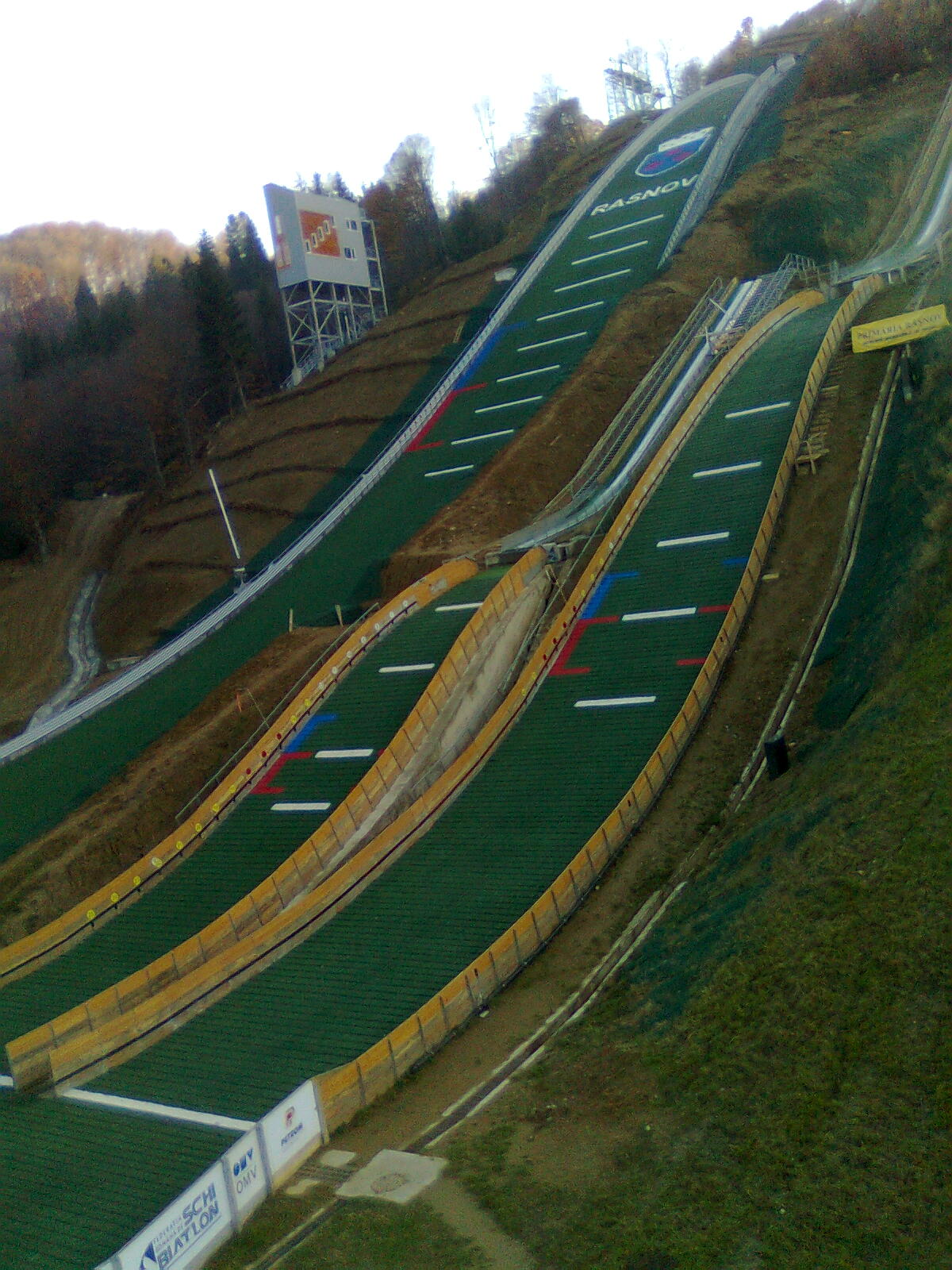
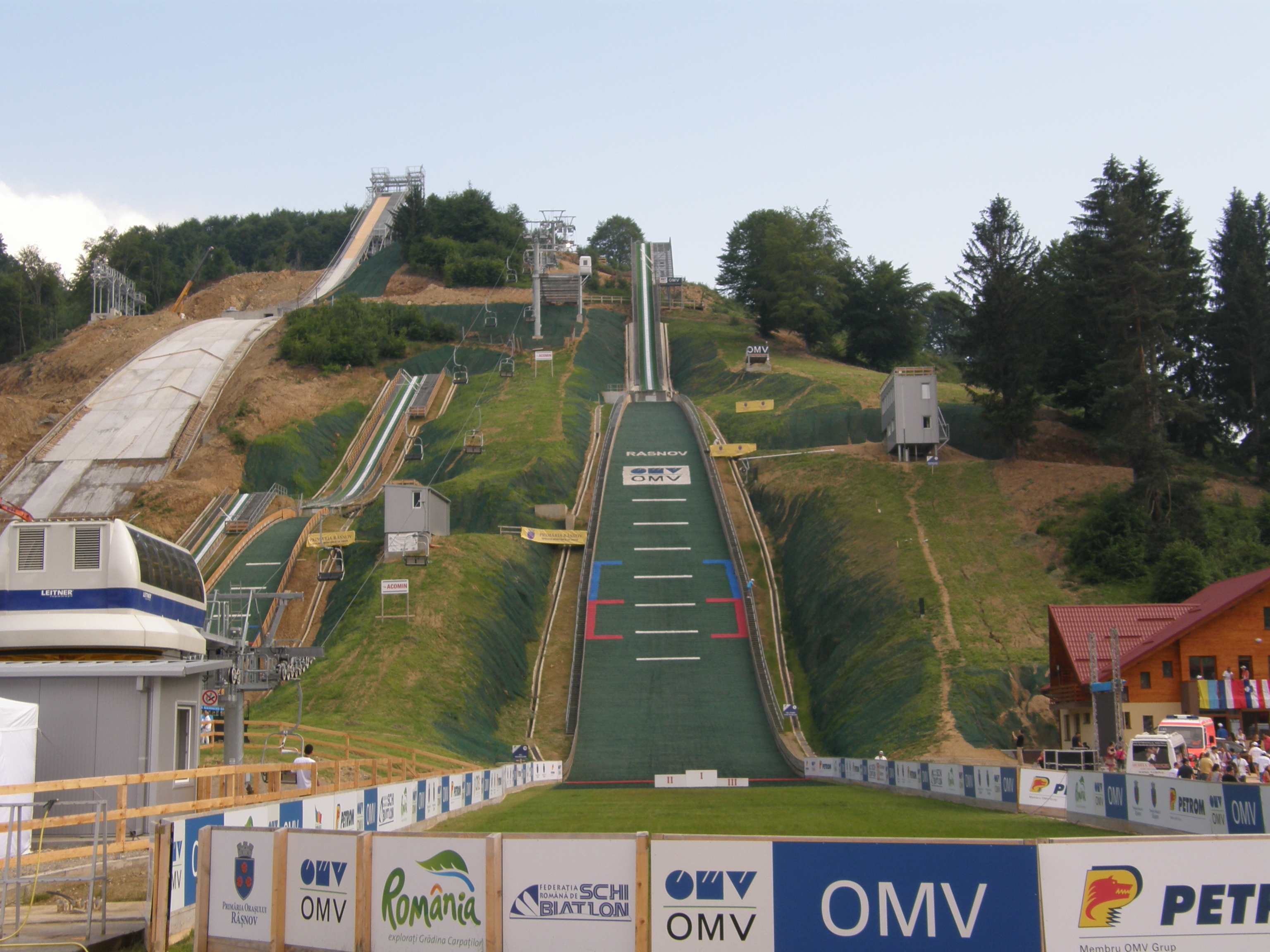
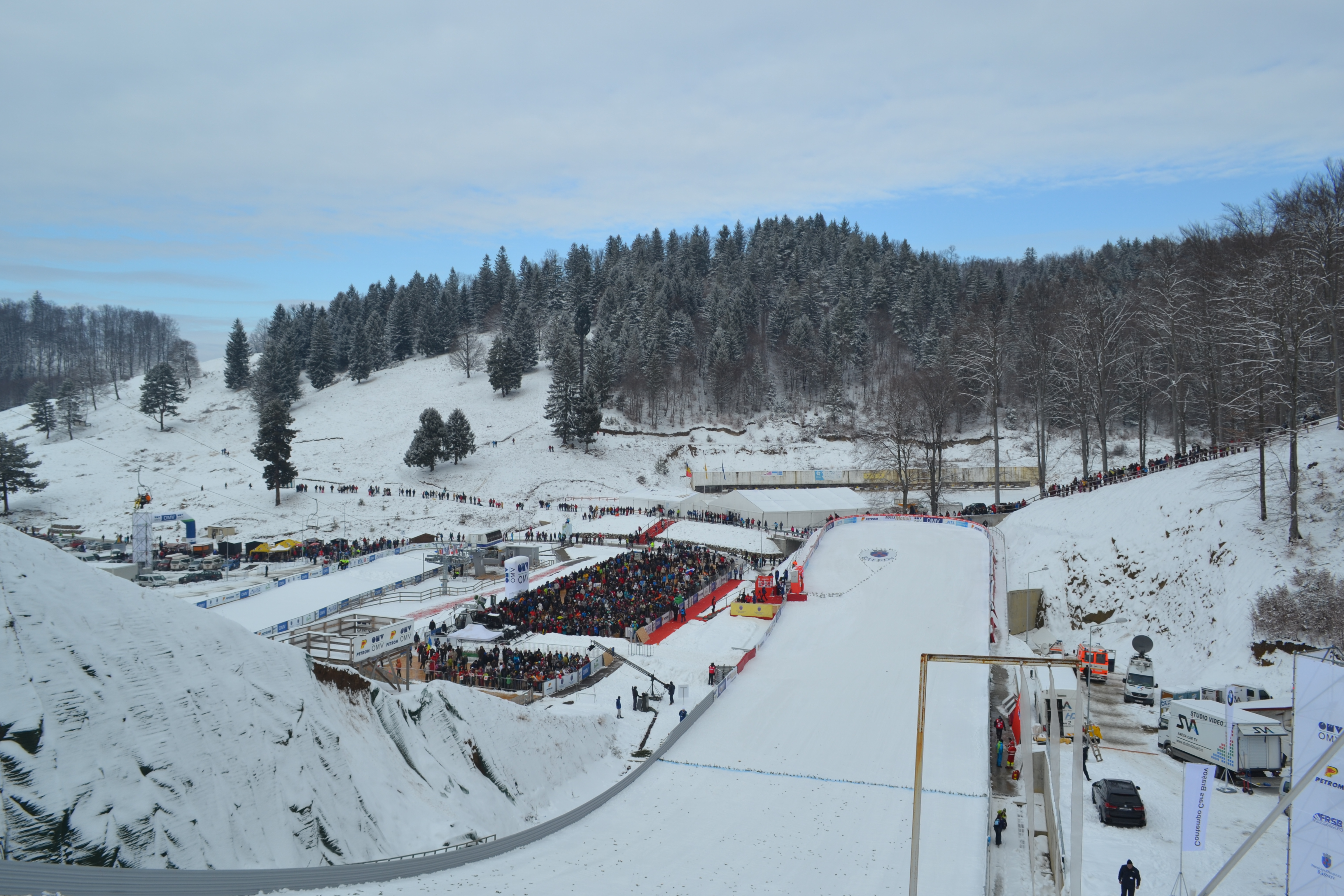
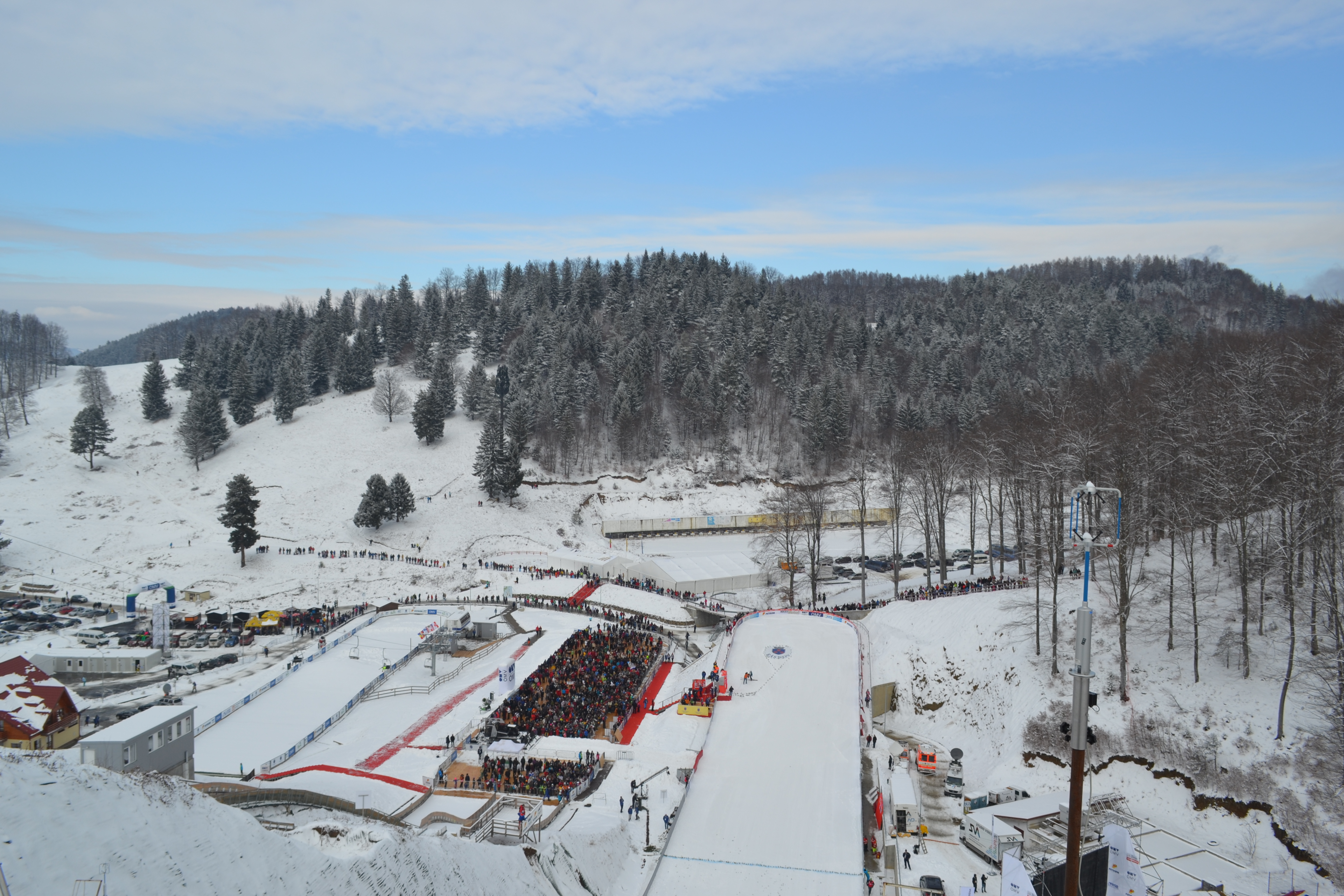
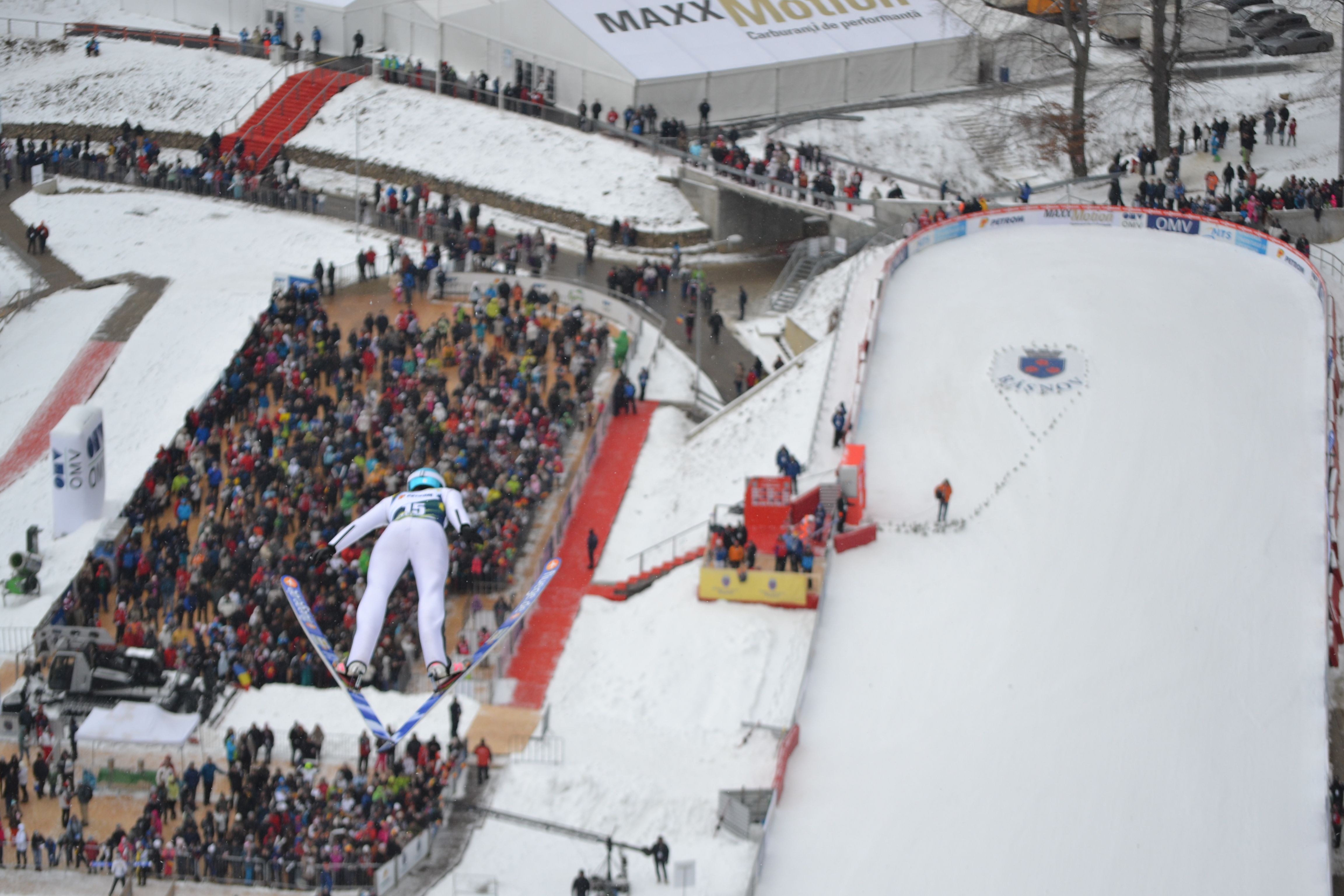